# Nana (Vorname)
Nana ist ein weiblicher Vorname.

## Herkunft und Bedeutung
Der Name wird vor allem im griechischen Sprachraum vergeben und ist eine Verkleinerungs- und Koseform von Ioanna.

## Namensträgerinnen
- Nana Asma’u (1793–1864), afrikanische Dichterin und Lehrerin
- Nana Caymmi (1941–2025), brasilianische Sängerin
- Nana Dschordschadse (* 1948), georgische Drehbuchautorin und Filmregisseurin
- Nana Gualdi (1932–2007), italienisch-deutsche Sängerin und Schauspielerin
- Nana Hill (* 1979), ugandische Ingenieurin, Drehbuchautorin, Schauspielerin und Produzentin
- Nana Iosseliani (* 1962), georgische Schachspielerin
- Nana Krüger (* 1962), deutsche Schauspielerin
- Nana Lorca (* 1937), spanische Tänzerin und Primaballerina
- Nana Mizuki (* 1980),  japanische Sängerin, Songwriterin und Synchronsprecherin
- Nana Mouskouri (* 1934), griechische Sängerin und Politikerin
- Nana Neul (* 1974), deutsche Filmregisseurin und Drehbuchautorin
- Nana Owusu-Afriyie (* 1999), australische Sprinterin
- Nana Rademacher (* 1966), deutsche Schriftstellerin
- Nana Simopoulos (* 1958), US-amerikanische Gitarristin, Bouzouki- und Sitar-Spielerin (Ethno-Jazz und New-Age-Musik)
- Nana Smith (* 1971), japanische Tennisspielerin
- Nana Spier (* 1971), deutsche Schauspielerin, Hörbuchsprecherin, Synchronsprecherin und Dialogregisseurin
- Nana Takagi (* 1992), japanische Eisschnellläuferin
- Nana Visitor (* 1957), US-amerikanische Schauspielerin
- Nana Walzer (* 1973), österreichische Autorin, Kommunikationswissenschaftlerin, Publizistin und Radiomoderatorin
- Nana Yuriko (1973–2014), deutsch-japanische Dokumentarfilmerin, Kamerafrau und Filmproduzentin